# 충청북도의 사찰 목록
충청복도의 사찰 목록은 문화관광부의 2005년 5월 자 자료를 기본으로 하여 빠진 내용을 추가한 것들이다.
- 가산사 - 충청북도 옥천군 안내면 답양리 543 (조계종)
- 가섭사 - 충청북도 음성군 음성읍 용산리 산22 (조계종)
- 각연사 - 충청북도 괴산군 칠성면 태성리 38 (조계종)
- 강천사 - 충청북도 제천시 송학면 시곡리 산78 (선학원)
- 개심사 - 충청북도 괴산군 괴산읍 동부리 428-1 (조계종)
- 고산사 - 충청북도 제천시 덕산면 신현리 1653
- 공림사 - 충청북도 괴산군 청천면 사담리 산11 (조계종)
- 관음암 - 충청북도 보은군 속리산면 사내리 산1-1 (조계종)
- 광덕사 - 충청북도 괴산군 도안면 광덕리 산21-1 (법화종)
- 구재사 - 충청북도 옥천군 군서면 상중리 31-4 (조계종)
- 금성사 - 충청북도 영동군 영동읍 부용리 산7-2 (조계종)
- 단호사 - 충청북도 충주시 단월동 455 (태고종)
- 대각사 - 충청북도 영동군 황란면 난곡리 523-1 (선교종)
- 대경사 - 충청북도 음성군 소이면 비산리 573 (태고종)
- 대성사 - 충청북도 옥천군 옥천읍 교동리 297-6 (태고종)
- 대성사 - 충청북도 옥천군 이원면 강청리 98-4 (태고종)
- 대원사 - 충청북도 충주시 지현동 587-2 (조계종)
- 대흥사 - 충청북도 진천군 진천읍 원덕리 산32 (조계종)
- 덕주사 - 충청북도 제천시 한수면 송계리 산31 (조계종)
- 동암 - 충청북도 보은군 속리산면 사내리 산1-1 (조계종)
- 동화사 - 충청북도 청주시 남이면 문동리 150 (태고종)
- 만성사 - 충청북도 진천군 진천읍 지암리 262 (태고종)
- 무암사 - 충청북도 제천시 금성면 성내리 산1 (조계종)
- 문수암 - 충청북도 옥천군 청성면 도장리 127-1 (조계종)
- 미륵사 - 충청북도 괴산군 증평읍 송산리 산1-5  (법화종)
- 미타사 - 충청북도 음성군 소이면 비산리 84-12 (조계종)
- 반야사 - 충청북도 영동군 황간면 우매리 151 (조계종)
- 백련사 - 충청북도 제천시 봉양면 명암리 산325 (조계종)
- 백운사 - 충청북도 괴산군 사리면 소매리 산20  (선학원)
- 백운암 - 충청북도 충주시 엄정면 괴동리 223-2  (조계종)
- 백족사 - 충청북도 청주시 가덕면 상야리 산22-1 (태고종)
- 법주사 - 충청북도 보은군 속리산면 사내리 209  (조계종)
- 보광사 - 충청북도 괴산군 사리면 사담리 산1  (태고종)
- 보살사 - 충청북도 청주시 상당구 용암동 7 (조계종)
- 보타사 - 충청북도 괴산군 증평읍 연탄리 산63-34 (태고종)
- 보현사 - 충청북도 청주시 상당구 우암동 산25  (태고종)
- 복천사 - 충청북도 제천시 교동 산9-1 (선학원)
- 복천암 - 충청북도 보은군 속리산면 사내리 산1-1 (조계종)
- 복천암 - 충청북도 청주시 상당구 수동 5-2  (태고종)
- 봉학사 - 충청북도 충주시 가금면 장천리 산73 (태고종)
- 상고암 - 충청북도 보은군 속리산면 사내리 산1-1 (조계종)
- 상환암 - 충청북도 보은군 속리산면 사내리 산1-1 (조계종)
- 석종사 - 충청북도 충주시 직동 148-1 (대각회)
- 석천암 - 충청북도 괴산군 청천면 삼송리 산25-1 (조계종)
- 성림사 - 충청북도 진천군 덕산면 산수리 산98 (태고종)
- 송림사 - 충청북도 옥천군 옥천읍 문정리 408-4  (태고종)
- 수도암 - 충청북도 음성군 소이면 충도리 78  (태고종)
- 수정암 - 충청북도 보은군 속리산면 사내리 209 (조계종)
- 신륵사 - 충청북도 제천시 덕산면 월악리 803-5 (조계종)
- 신흥사 - 충청북도 충주시 엄정면 신만리 산3 (법화종)
- 안심사 - 충청북도 청주실 남이면 사동리 271 (조계종)
- 여적암 - 충청북도 보은군 속리산면 사내리 산1-1 (조계종)
- 연화사 - 충청북도 청주시 흥덕구 비하동 산10 (태고종)
- 영국사 - 충청북도 영동군 양산면 누교리 1398 (조계종)
- 영수사 - 충청북도 진천군 초평면 영구리 산542 (조계종)
- 영암사 - 충청북도 영동군 심천면 심천리 238 (선교종)
- 영천사 - 충청북도 영동군 황간면 신흥리 28 (조계종)
- 영축선원 - 충청북도 영동군 매곡면 (선학원)
- 용암사 - 충청북도 옥천군 옥천읍 삼청리 산51-4 (조계종)
- 용암사 - 충청북도 청주시 상당우 우암동 4-1  (태고종)
- 용화사 - 충청북도 진천군 진천읍 신정리 584 (조계종)
- 용화사 - 충청북도 청주시 흥덕구 사직1동 216-1 (조계종)
- 운룡사 - 충청북도 청주시 미원면 운용리 274 (총화종)
- 원각사 - 충청북도 제천시 남천동 151-1  (태고종)
- 원통암 - 충청북도 단양군 대강면 황정리 산28 (조계종)
- 월리사 - 충청북도 청주시 문의면 문덕리 5 (조계종)
- 월명사 - 충청북도 제천시 송학면 시곡리 산719-2  (태고종)
- 장락사 - 충청북도 제천시 장락동 64 (조계종)
- 정방사 - 충청북도 제천시 수산면 능강리 산52 (조계종)
- 정심사 - 충청북도 충주시 단월동 산2-14 (태고종)
- 중사자암 - 충청북도 보은군 속리산면 사내리 산1-1 (조계종)
- 중화사 - 충청북도 영동군 영동읍 화신리 32 (조계종)
- 창룡사 - 충청북도 충주시 직동 226 (조계종)
- 채운암 - 충청북도 괴산군 청천면 화양리 412 (조계종)

- 청룡사 - 충청북도 청주시 흥덕구 수의동 507  (태고종)
- 청룡사 - 충청북도 충주시 소태면 오량리 산33 (법화종)
- 탈골암 - 충청북도 보은군 속리산면 사내리 산1-12 (조계종)
- 현암사 - 충청북도 청주시 현도면 하석리 50-1 (조계종)
- 화림사 - 충청북도 청주시 가덕면 병암리 산20-1 (태고종)
- 화암사 - 충청북도 음성군 원남면 덕정리 산36 (조계종)

## 같이 보기
- 한국의 사찰 목록